# Delly Sesanga
Delly Sesanga Hipungu Dja Kaseng Kapitu, né le 26 juin 1970 à Kolwezi, en république démocratique du Congo. Avocat aux barreaux de Paris et de Kinshasa Gombe, il est député national depuis 2006, élu du territoire de Luiza, dans la province du Kasaï-Central, président national du parti de l’Envol de la RDC. Delly Sesanga est élu député provincial du Kasaï central en 2018 dans la ville de Kananga. Il est candidat à l'élection présidentielle de décembre 2023 mais se désiste en faveur de Moïse Katumbi.

## Biographie
Fils du sénateur Patrice-Aimé Sesanga, avocat de profession, mandataire et député national, Delly Sesanga Hipungu est le président national du parti politique « L'Envol de la RDC ». Il fut membre du comité des sages du Rassemblement de l'opposition dont Étienne Tshisekedi fut le président.

### Jeunesse et études
Depuis 2001, il est docteur en droit international public (sécurité internationale et défense, de l'université Grenoble 2). Il est en outre détenteur d’un Master 2 en droit des affaires et fiscalité des entreprises de l'université Panthéon-Assas (Paris II) et d'un Master 2 en droit public option finances publiques et fiscalité de l'université d'Aix-Marseille.

### Carrière politique
Dans la foulée, il intègre dès sa création en 1994 le mouvement « Les Forces du futur » dirigé par Arthur Z'ahidi Ngoma dont il assume les fonctions de secrétaire général jusqu’en 1999.
En août 1998, il est membre cofondateur du Rassemblement congolais pour la démocratie (RCD). La crise en RDC le conduit à participer au dialogue devant mettre fin à la deuxième guerre du Congo. Le 10 juillet 1999, il signe comme l'ensemble des participants les accords de Lusaka.
Mais, 1999 est également l'année de la division au sein de son mouvement politique. Le RCD est divisé, Delly Sesanga fait partie des frondeurs et choisit de suivre Ernest Wamba dia Wamba et s'établit à Kisangani.
Mais l'aventure avec le RCD n'apporte pas les espoirs souhaitées par Delly Sesanga. Il quitte le mouvement et retourne à Paris. Un retour dans l'hexagone qui est de courte durée puis que, de mars 2003 à mars 2006, il est directeur de cabinet du président du MLC et vice-président de la République chargé de l’Économie et des Finances, Jean-Pierre Bemba,.
De mars 2006 à octobre 2006, il succède à Alexis Thambwe Mwamba comme ministre du Plan de la république démocratique du Congo, poste qu’il quitte après avoir été élu député national sur la liste MLC dans la circonscription de Luiza au Kasaï occidental avec le plus grand score de deux Kasaï (occidental et oriental) soit 45 600 voix.
En novembre 2007, il crée au sein du MLC le Courant des réformateurs radicaux (CRR) avec l’objectif d’engendrer une démocratie interne au sein du parti.
De 2007 à 2010, il assume d’une part les fonctions de Président de la commission Politique, Administrative et Judiciaire (PAJ) de l’Assemblée nationale, et d’autre part, celles de président de l’élaboration des principales réformes institutionnelles de la IIIe République.
Il crée en 2010, ENVOL (Ensemble des volontaires pour le redressement de la RDC).
Tout comme en 2006, il est réélu en 2011 pour un second mandat de député national. Il soutient la candidature d'Étienne Tshisekedi lors de l'élection présidentielle de 2011.
En 2016, il est coordonnateur de la plate-forme AR (Alternance pour la république), un regroupement de seize partis qui soutient la candidature de l'ex-gouverneur du Katanga Moïse Katumbi pour l'élection présidentielle prévue en 2016. L'élection est repoussée et se déroule finalement en 2018 et Katumbi est empêché de se présenter. Pour cette élection, Sesanga soutient alors la candidature de Félix Tshisekedi.
En août 2019, Sesanga dépose en compagnie de deux députés de son parti ENVOL, Jean-Marc Mambindi, le secrétaire général et Simon Mulamba, secrétaire général adjoint, un projet de pétition de révision de la constitution rédigée par le Bureau politique élargi de son parti ENVOL lors de sa session du 13 au 15 juillet 2019.
En décembre 2022, Sesanga et l'Envol critiquent vertement le président Tshisekedi et l'Union sacrée qu'ils accusent de « régression de la démocratie ».
En janvier 2023, Delly Sesanga annonce sa candidature à l'élection présidentielle de décembre 2023. Sa candidature est acceptée par la Commission électorale nationale indépendante. Début décembre 2023, Delly Sesanga annonce se désister de sa candidature et appelle à voter pour Moïse Katumbi.
Les défaites militaires des Forces armées de la république démocratique du Congo (FARDC) dans son combat contre la résurgence du M23 dans l'est du pays au début de l'année 2025, fragilisent politiquement Félix Tshisekedi qui lance l'idée d'un gouvernement d'union nationale. Des consultations sont organisées avec de nombreuses organisations mais les principaux leaders de l'opposition (Sesanga, Fayulu, Kabila et Katumbi) refusent d'y participer, préférant participer à celles menées par la Conférence épiscopale nationale du Congo (Cenco) et l'Église du Christ au Congo. Ce dialogue inter-congolais est jugé nécessaire pour traiter des problèmes de la RDC, comme la corruption généralisée, le pillage des ressources naturelles ou la mauvaise gouvernance,.

## Parcours au sein de l'Assemblée nationale
Il est élu député provincial de la ville de Kananga en 2018. Au sein de l’Assemblée nationale, il y dirige la Commission politique, administrative et juridique (PAJ). À ce titre, il conduit et initie plusieurs réformes sur la reconstruction de l’État et la consolidation de la démocratie dans la période post-conflit. Ces reformes portent notamment sur la décentralisation, la justice, la police nationale et l’organisation administrative de la RD Congo. Il est ainsi l’auteur des plusieurs lois dont la loi relative à la liberté de manifestation et les lois relatives à la décentralisation, la réforme judiciaire, le Conseil supérieur de la magistrature et la Conférence des gouverneurs ont été adoptées sous sa présidence à la PAJ.
Au sein de l’assemblée nationale, il œuvre pour la réduction du train de vie de l’État pour lequel, il présente un programme et un plan en vue d’accroître les ressources internes consacrées à l’investissement dans les infrastructures du développement à la base (santé, éducation, route), ainsi que la réforme de grands services de l’État : l’armée, l’administration publique, la justice ainsi que la gouvernance économique.

## Fonctions politiques
- Directeur de cabinet du vice-président de la République chargé de l’Économie et des Finances
- Ministre du Plan[23]
- Membre fondateur de la Dynamique de l'Opposition[24]
- Élu député provincial de la ville de Kananga en 2018[25]
- Élu député national depuis 2006[26]
- Président du parti politique Envol de RD Congo (depuis 2011)
- Président du regroupement politique Alternance pour la République «AR»[27] (2017-2019)

## Publications
- Delly Sesanga, Une ambition pour le Zaïre, Éd. Cercle FIASA, Lyon, 1996.
- Delly Sesanga, La voie du changement : un pari de la raison pour le RD Congo, Éditions L'Harmattan, Paris, mars 2011[28].

## Vie privée
Delly Sesanga est marié à Joelle Sesanga, née Mitongo Tumba et père de 4 enfants.[réf. nécessaire]